# Leichtathletik-Weltmeisterschaften 2022/800 m der Frauen

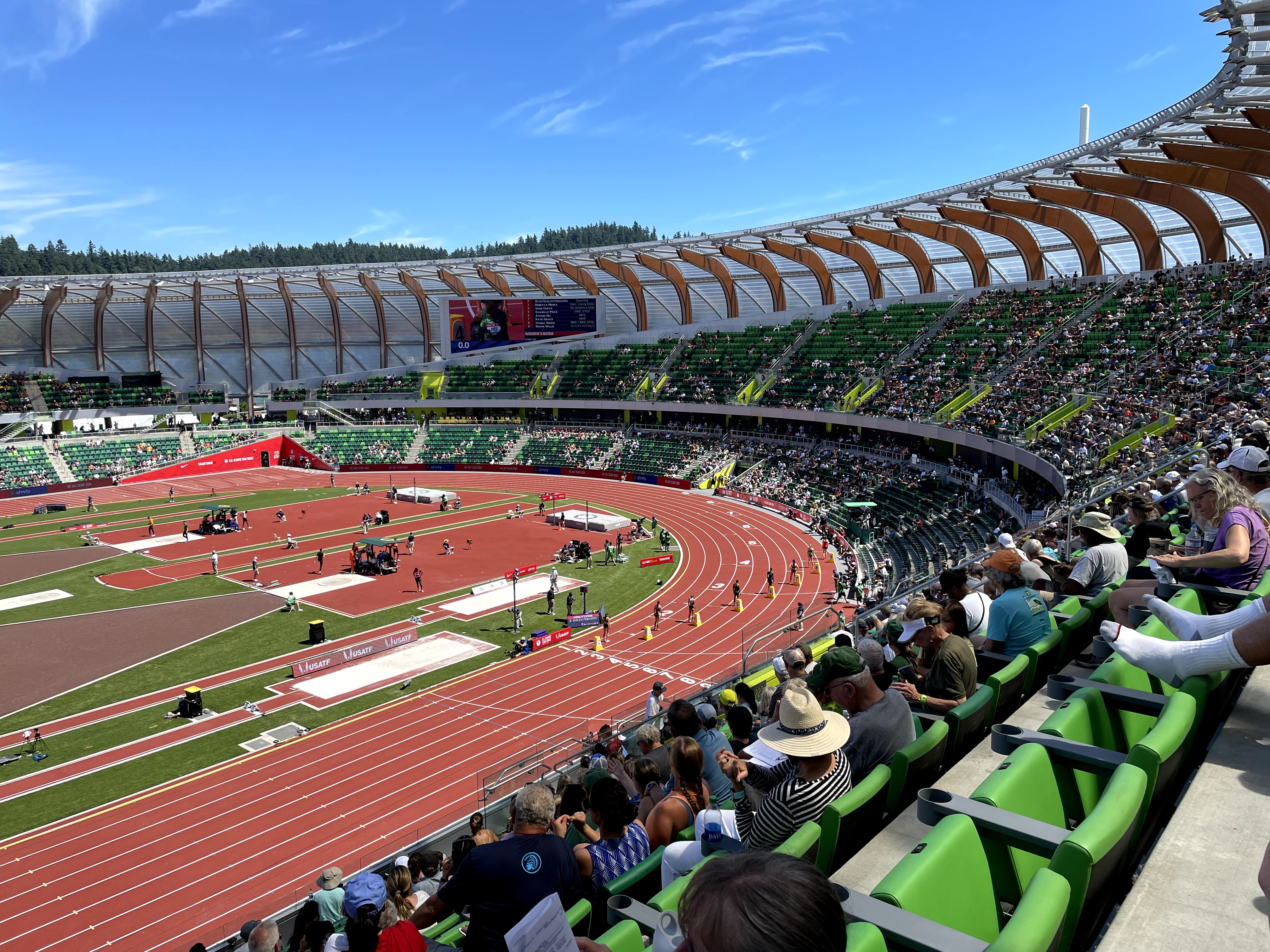
Das Stadion New Hayward Field im Jahr 2021

Der 800-Meter-Lauf der Frauen bei den Leichtathletik-Weltmeisterschaften 2022 wurde vom 21. bis 24. Juli 2022 im Hayward Field der Stadt Eugene in den Vereinigten Staaten ausgetragen.
Weltmeisterin wurde die US-amerikanische Olympiasiegerin des letzten Jahres Athing Mu, die mit ihrer 4-mal-400-Meter-Staffel 2021 eine zweite olympische Goldmedaille errungen hatte. Wie bei den letzten Olympischen Spielen gewann sie vor der Britin Keely Hodgkinson. Bronze ging an die Kenianerin Mary Moraa.

## Bestehende Rekorde
| Weltrekord               | Jarmila Kratochvílová | 1:53,28 min | München, BR Deutschland (heute Deutschland) | 26. Juli 1983  |
| Weltmeisterschaftsrekord | Jarmila Kratochvílová | 1:54,68 min | WM Helsinki, Finnland                       | 9. August 1983 |

Der bereits bei den ersten Weltmeisterschaften 1983 aufgestellte WM-Rekord wurde auch hier in Eugene nicht erreicht.
Die US-amerikanische Weltmeisterin Athing Mu lief mit 1:56,30 min die schnellste Zeit und stellte damit eine neue Weltjahresbestleistung auf. Den Rekord verfehlte sie um 1,62 s. Zum Weltrekord fehlten ihr 3,02 s.

## Vorrunde
20. Juli 2022, 17:20 Uhr
Die Vorrunde wurde in sechs Läufen durchgeführt. Die ersten drei Athletinnen pro Lauf – hellblau unterlegt – sowie die darüber hinaus sechs zeitschnellsten Läuferinnen – hellgrün unterlegt – qualifizierten sich für das Halbfinale.

### Vorlauf 1

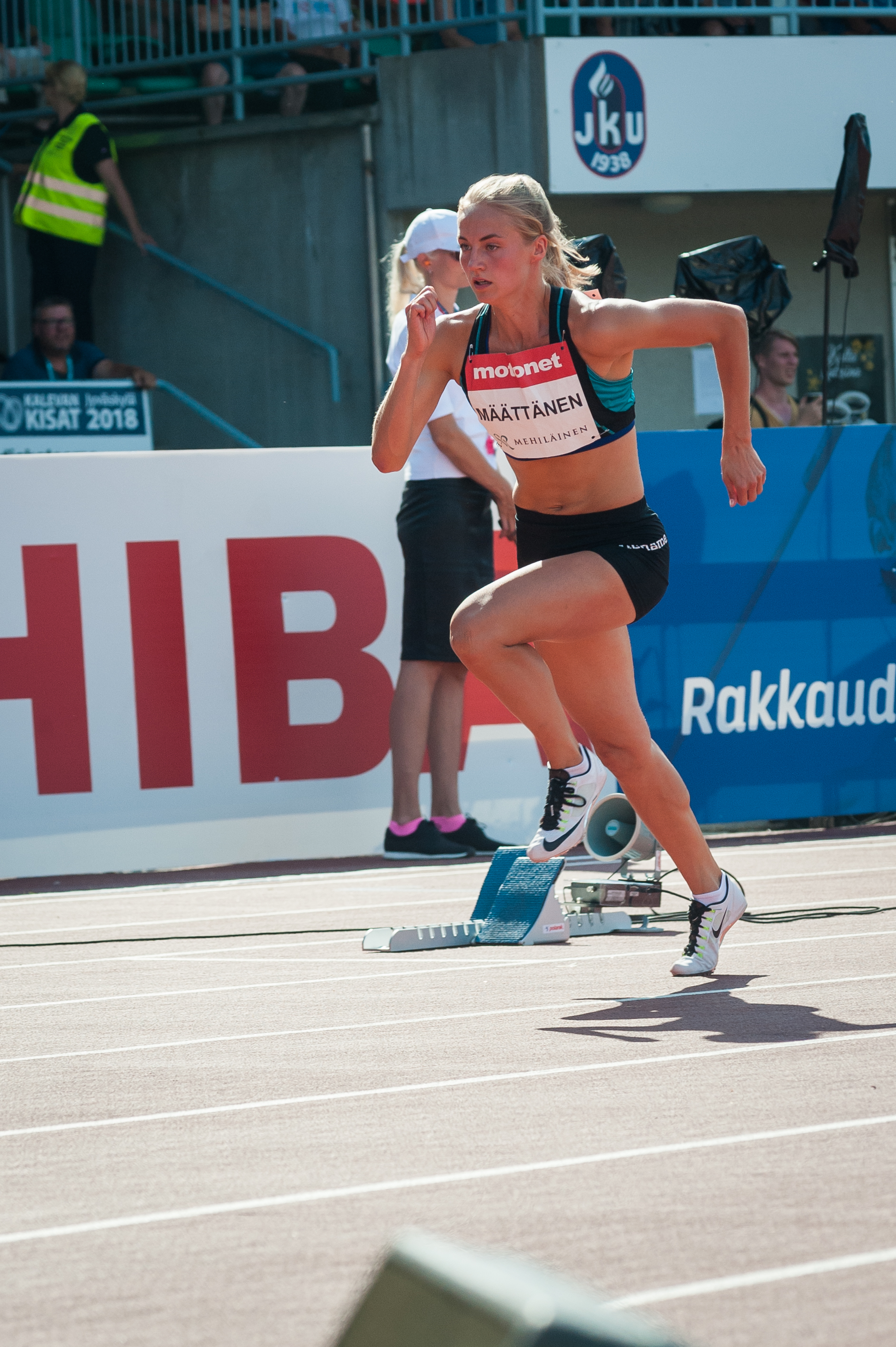
Eveliina Määttänen – ausgeschieden als Sechste des ersten Vorlaufs
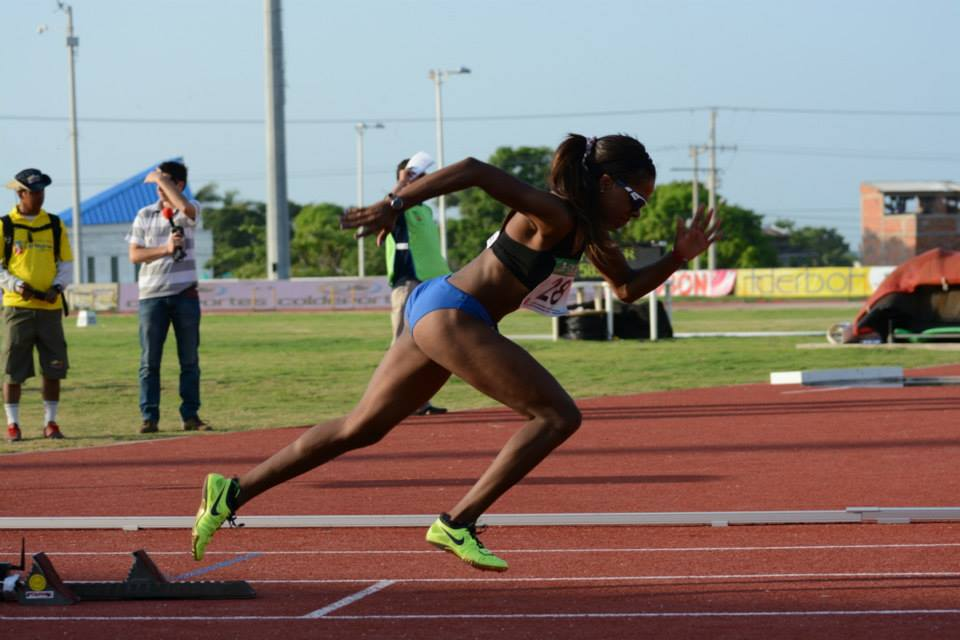
Déborah Rodríguez – ausgeschieden als Siebte des ersten Vorlaufs

21. Juli 2022, 17:10 Uhr Ortszeit (22. Juli 2022, 2:10 Uhr MESZ)
| Platz | Name                | Nation         | Zeit (min) |
| ----- | ------------------- | -------------- | ---------- |
| 1     | Diribe Welteji      | Äthiopien      | 1:58,83    |
| 2     | Jemma Reekie        | Großbritannien | 1:59,09    |
| 3     | Adelle Tracey       | Jamaika        | 1:59,20    |
| 4     | Lindsey Butterworth | Kanada         | 2:00,81    |
| 5     | Jarinter Mwasya     | Kenia          | 2:02,35    |
| 6     | Eveliina Määttänen  | Finnland       | 2:02,68    |
| 7     | Déborah Rodríguez   | Uruguay        | 2:03,04    |
| 8     | Mariela Luisa Real  | Mexiko         | 2:03,24    |

### Vorlauf 2

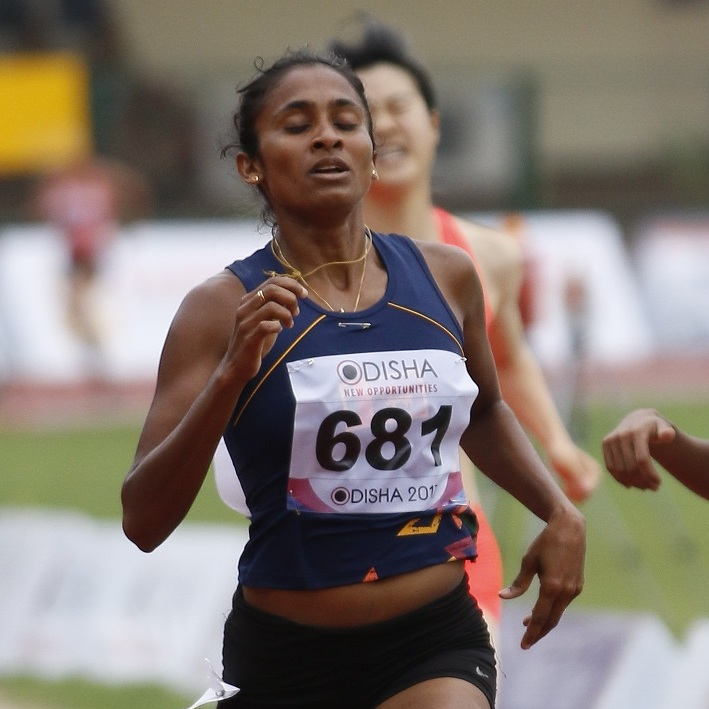
Gayanthika Abeyrathne – ausgeschieden als Fünfte des zweiten Vorlaufs

21. Juli 2022, 17:17 Uhr Ortszeit (22. Juli 2022, 2:17 Uhr MESZ)
| Platz | Name                  | Nation         | Zeit (min)                                               |
| ----- | --------------------- | -------------- | -------------------------------------------------------- |
| 1     | Keely Hodgkinson      | Großbritannien | 2:00,88                                                  |
| 2     | Anita Horvat          | Slowenien      | 2:01,48                                                  |
| 3     | Lore Hoffmann         | Schweiz        | 2:01,63                                                  |
| 4     | Christina Hering      | Deutschland    | 2:01,63                                                  |
| 5     | Gayanthika Abeyrathne | Sri Lanka      | 2:02,35                                                  |
| 6     | Elena Bellò           | Italien        | 2:02,87 nach Juryentscheid für das Halbfinale zugelassen |
| 7     | Catriona Bisset       | Australien     | 2:22,25 nach Juryentscheid für das Halbfinale zugelassen |

### Vorlauf 3

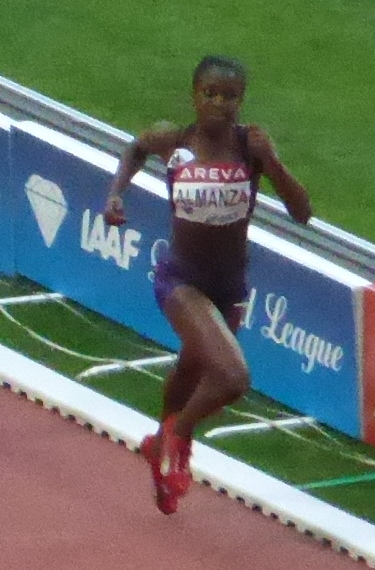
Rose Mary Almanza – ausgeschieden als Vierte des dritten Vorlaufs
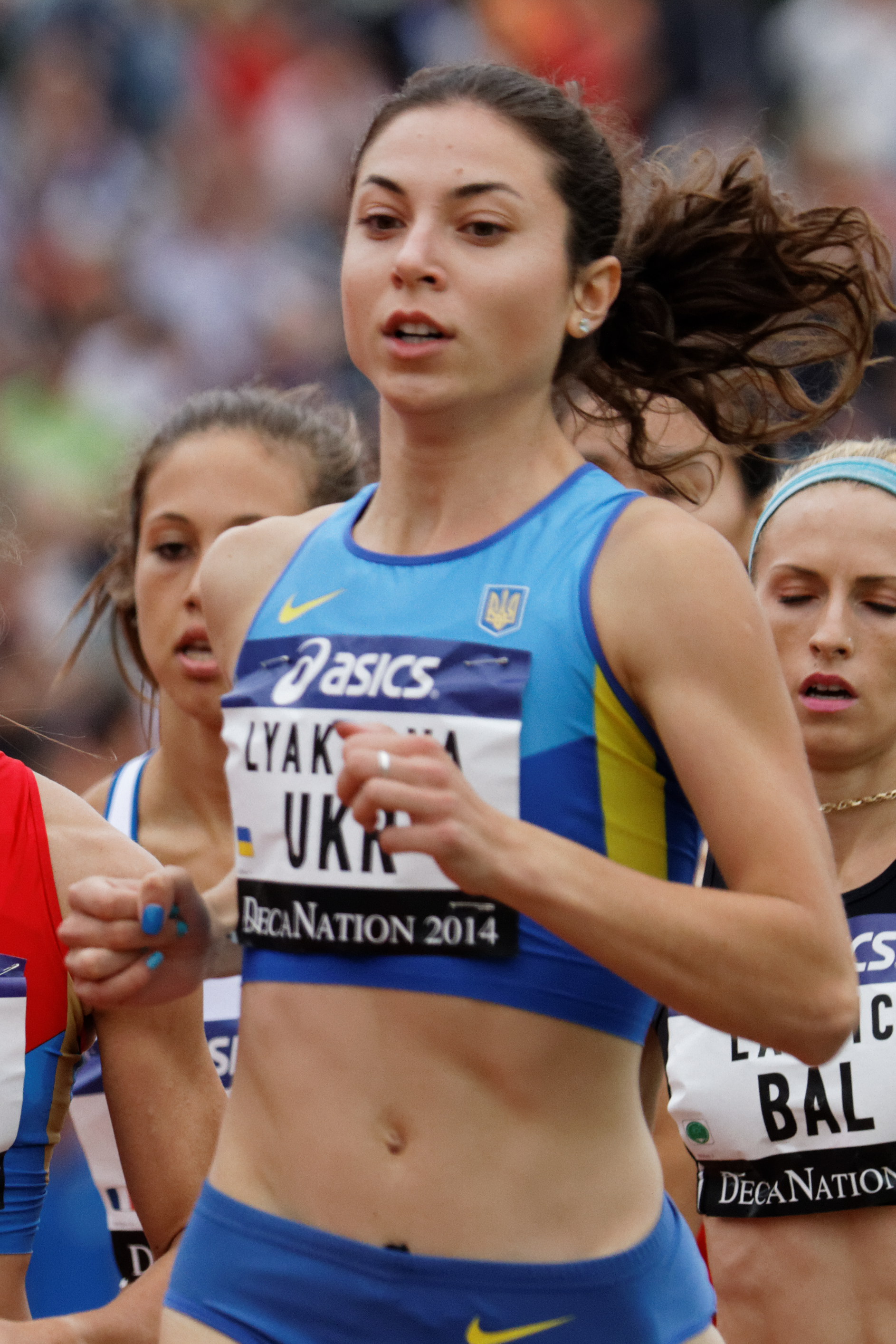
Olha Ljachowa – ausgeschieden als Fünfte des dritten Vorlaufs
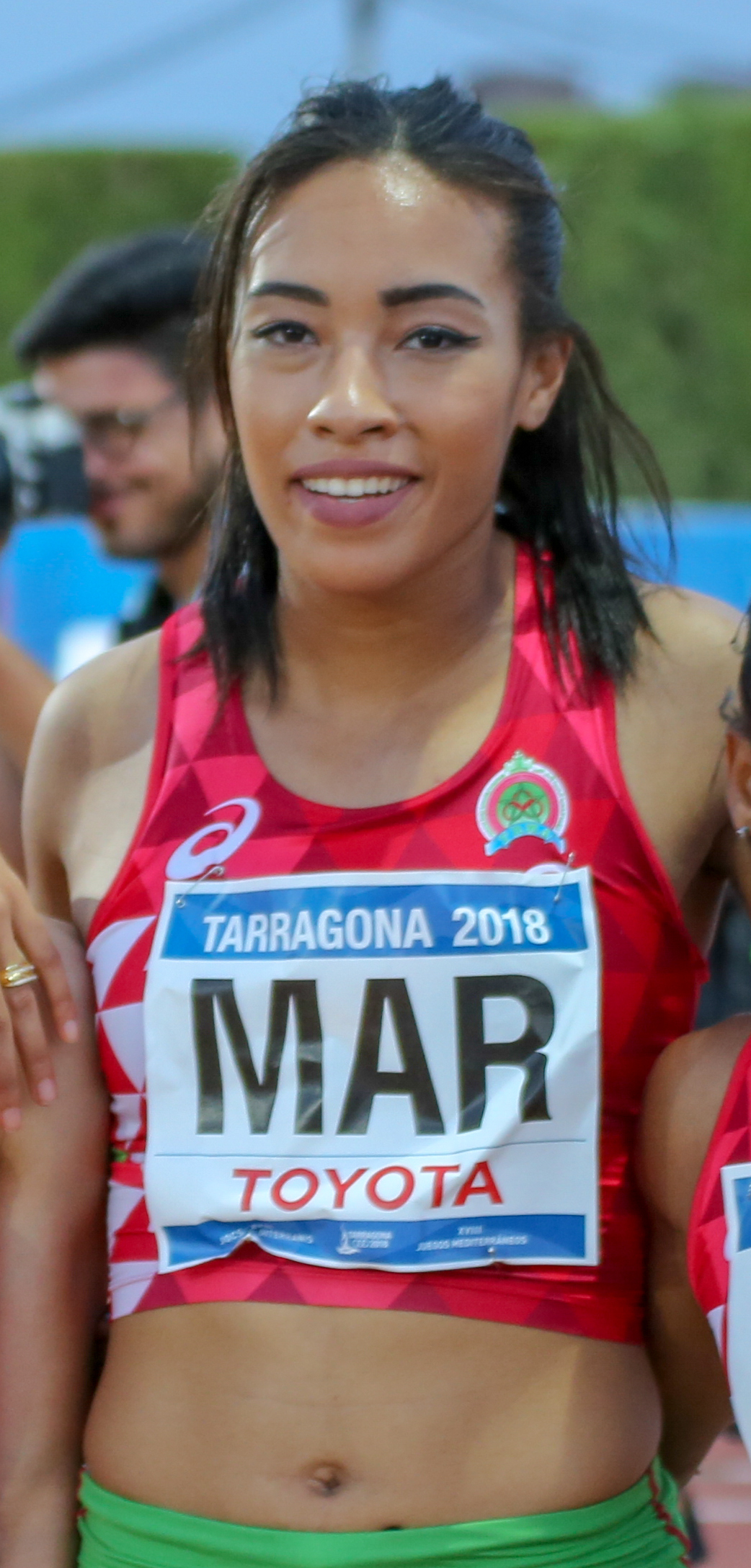
Assia Raziki – ausgeschieden als Sechste des dritten Vorlaufs

21. Juli 2022, 17:26 Uhr Ortszeit (22. Juli 2022, 2:25 Uhr MESZ)
| Platz | Name              | Nation         | Zeit (min) |
| ----- | ----------------- | -------------- | ---------- |
| 1     | Athing Mu         | USA            | 2:01,30    |
| 2     | Halimah Nakaayi   | Uganda         | 2:01,41    |
| 3     | Ellie Baker       | Großbritannien | 2:01,72    |
| 4     | Rose Mary Almanza | Kuba           | 2:01,96    |
| 5     | Olha Ljachowa     | Ukraine        | 2:02,16    |
| 6     | Assia Raziki      | Marokko        | 2:03,77    |
| 7     | Tess Kirsopp-Cole | Australien     | 2:05,74    |

### Vorlauf 4
21. Juli 2022, 17:34 Uhr Ortszeit (22. Juli 2022, 2:34 Uhr MESZ)
| Platz | Name             | Nation                         | Zeit (min) |
| ----- | ---------------- | ------------------------------ | ---------- |
| 1     | Rénelle Lamote   | Frankreich                     | 2:00,71    |
| 2     | Freweyni Hailu   | Äthiopien                      | 2:00,93    |
| 3     | Ajeé Wilson      | USA                            | 2:01,02    |
| 4     | Alexandra Bell   | Großbritannien                 | 2:01,25    |
| 5     | Naomi Korir      | Kenia                          | 2:01,61    |
| 6     | Shafiqua Maloney | St. Vincent und die Grenadinen | 2:03,00    |
| 7     | Addy Townsend    | Kanada                         | 2:03,79    |

### Vorlauf 5

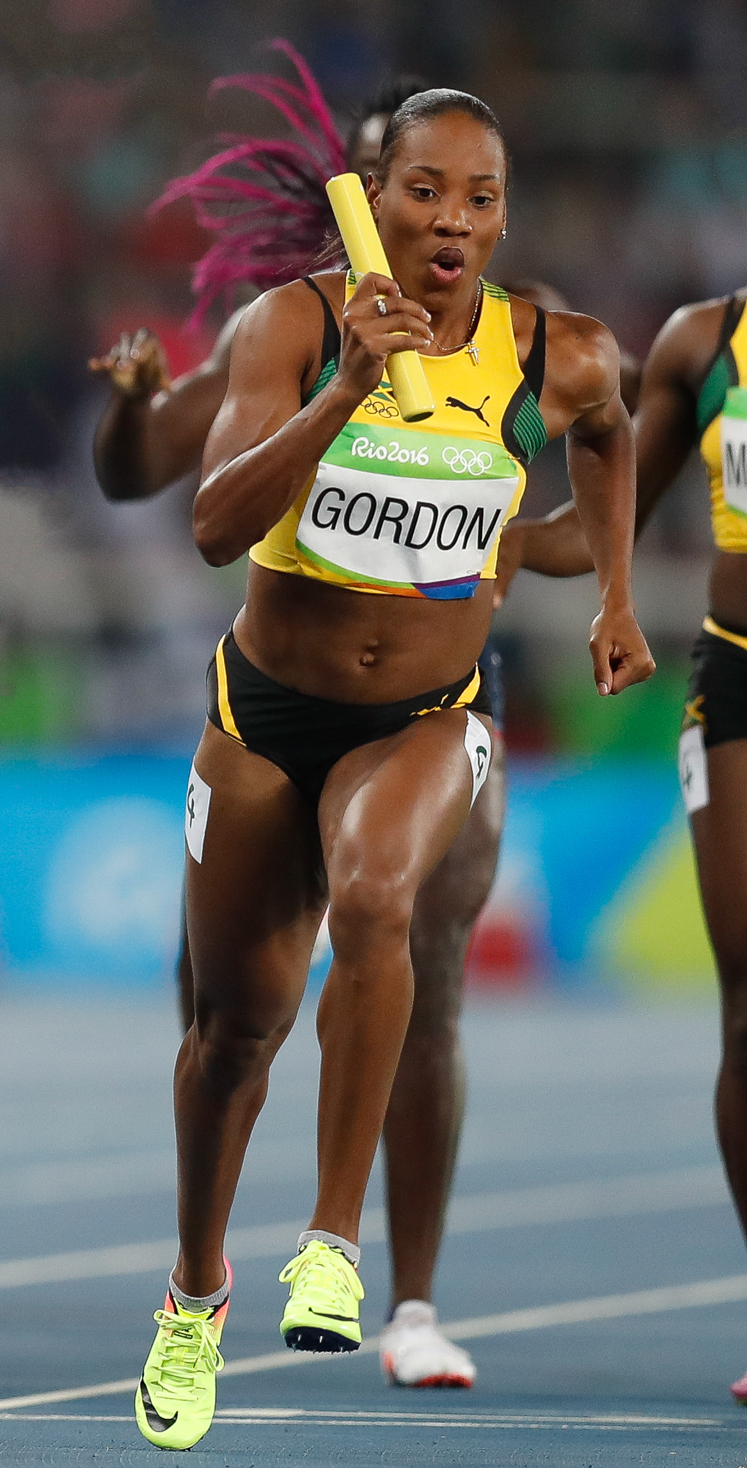
Chrisann Gordon – ausgeschieden als Fünfte des fünften Vorlaufs

21. Juli 2022, 17:42 Uhr Ortszeit (22. Juli 2022, 2:42 Uhr MESZ)
| Platz | Name                  | Nation     | Zeit (min) |
| ----- | --------------------- | ---------- | ---------- |
| 1     | Raevyn Rogers         | USA        | 2:01,36    |
| 2     | Habitam Alemu         | Äthiopien  | 2:01,37    |
| 3     | Noélie Yarigo         | Benin      | 2:01,58    |
| 4     | Prudence Sekgodiso    | Südafrika  | 2:01,60    |
| 5     | Chrisann Gordon       | Jamaika    | 2:01,91    |
| 6     | Madeleine Kelly       | Kanada     | 2:02,71    |
| 7     | Vanessa Scaunet       | Belgien    | 2:04,07    |
| 8     | Claudia Hollingsworth | Australien | 2:04,11    |

### Vorlauf 6

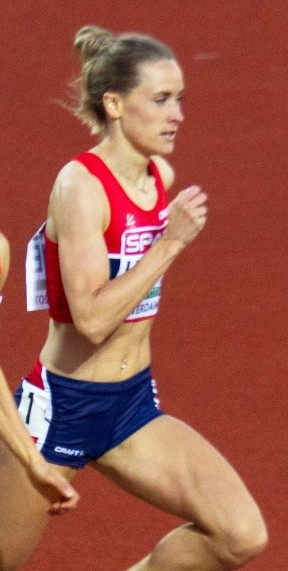
Hedda Hynne – ausgeschieden als Achte des sechsten Vorlaufs

21. Juli 2022, 17:50 Uhr Ortszeit (22. Juli 2022, 2:50 Uhr MESZ)
| Platz | Name            | Nation      | Zeit (min) |
| ----- | --------------- | ----------- | ---------- |
| 1     | Natoya Goule    | Jamaika     | 2:00,06    |
| 2     | Mary Moraa      | Kenia       | 2:00,42    |
| 3     | Anna Wielgosz   | Polen       | 2:00,79    |
| 4     | Majtie Kolberg  | Deutschland | 2:01,21    |
| 5     | Louise Shanahan | Irland      | 2:01,71    |
| 6     | Jerneja Smonkar | Slowenien   | 2:02,48    |
| 7     | Nozomi Tanaka   | Japan       | 2:03,56    |
| 8     | Hedda Hynne     | Norwegen    | 2:06,27    |

## Halbfinale
22. Juli 2022, 18:35 Uhr
In den drei Halbfinalläufen qualifizierten sich die jeweils ersten beiden Athletinnenen – hellblau unterlegt – sowie die darüber hinaus zwei zeitschnellsten Läuferinnen – hellgrün unterlegt – für das Finale.

### Halbfinallauf 1
22. Juli 2022, 18:35 Uhr Ortszeit (23. Juli 2022, 3:35 Uhr MESZ)
| Platz | Name                | Nation         | Zeit (min) |
| ----- | ------------------- | -------------- | ---------- |
| 1     | Mary Moraa          | Kenia          | 1:59,65    |
| 2     | Ajeé Wilson         | USA            | 1:59,97    |
| 3     | Adelle Tracey       | Jamaika        | 2:00,21    |
| 4     | Habitam Alemu       | Äthiopien      | 2:00,37    |
| 5     | Jemma Reekie        | Großbritannien | 2:00,43    |
| 6     | Rénelle Lamote      | Frankreich     | 2:00,86    |
| 7     | Lindsey Butterworth | Kanada         | 2:01,39    |
| 8     | Christina Hering    | Deutschland    | 2:01,57    |

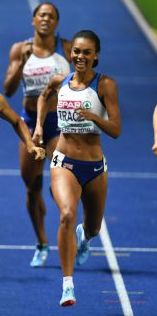
Adelle Tracey – ausgeschieden als Dritte des ersten Halbfinals

Weitere im ersten Halbfinale ausgeschiedene Läuferinnen:

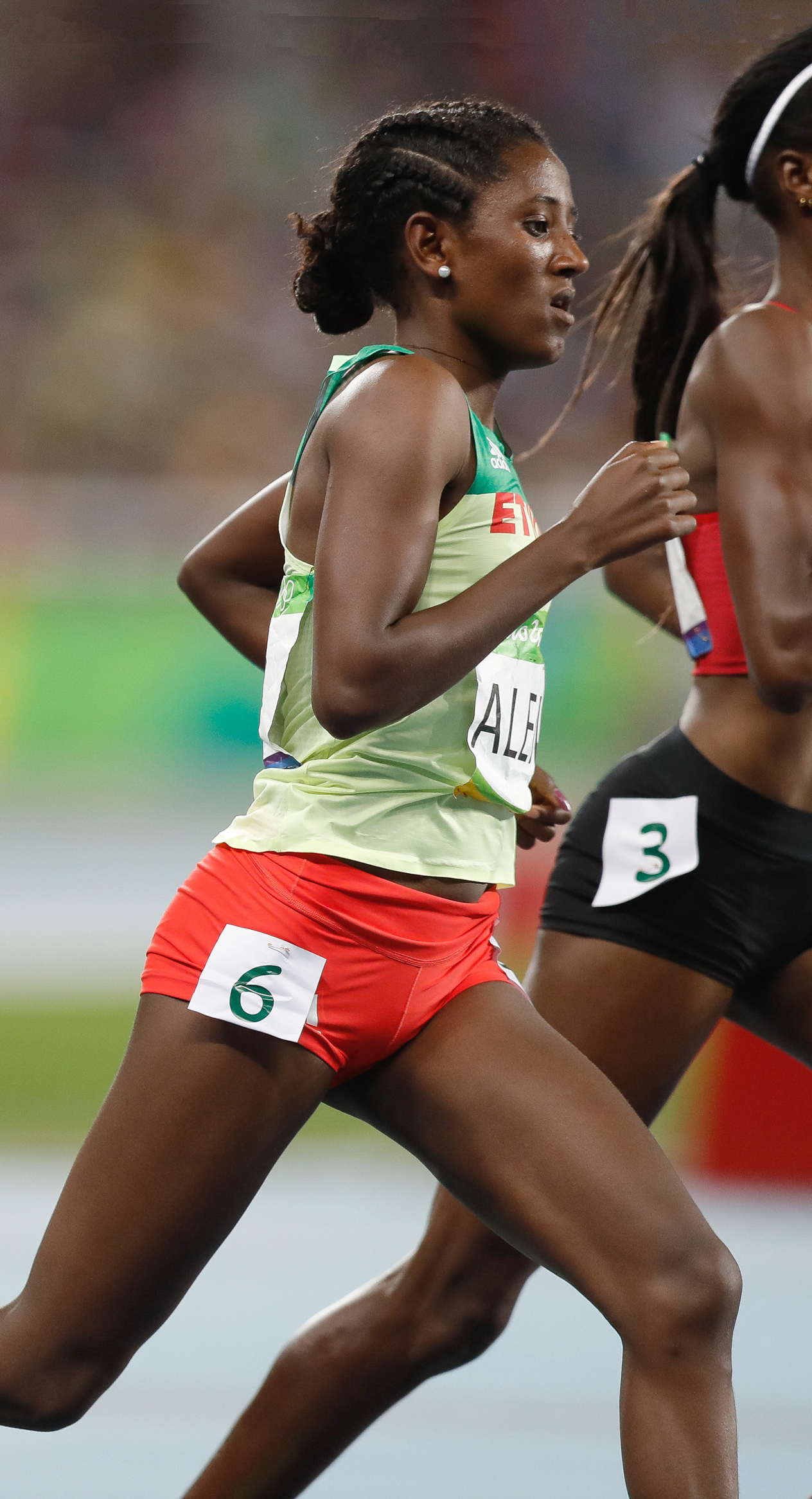
Habitam Alemu – Rang vier
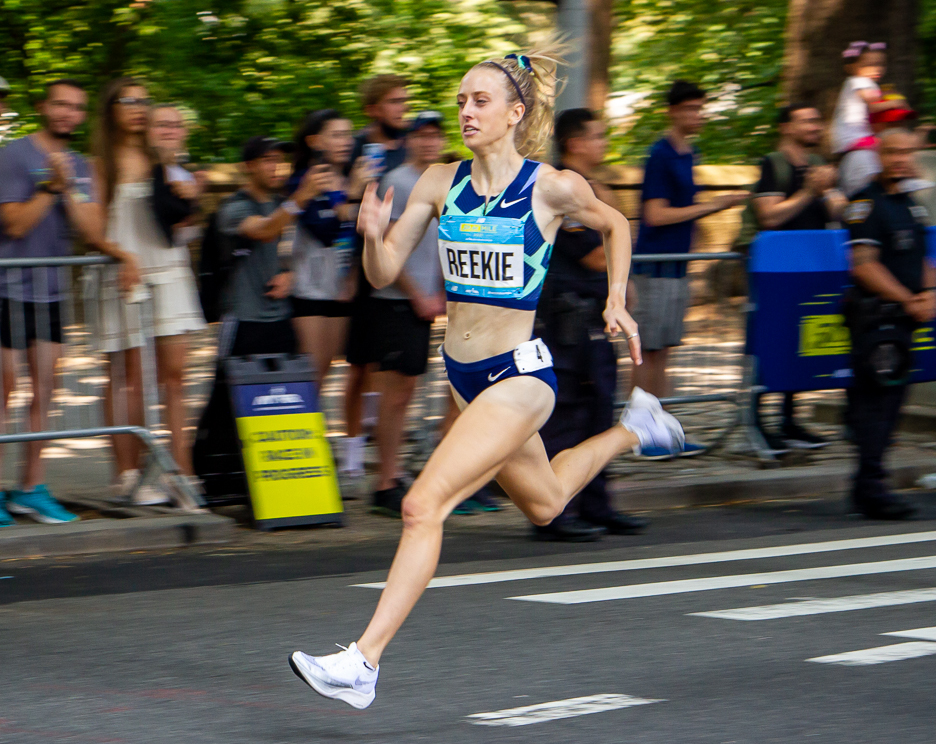
Jemma Reekie – Rang fünf
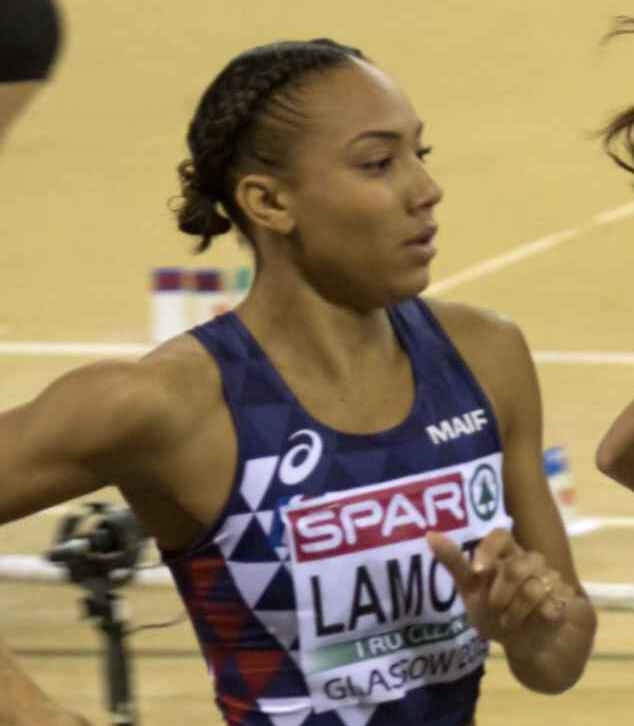
Rénelle Lamote – Rang sechs
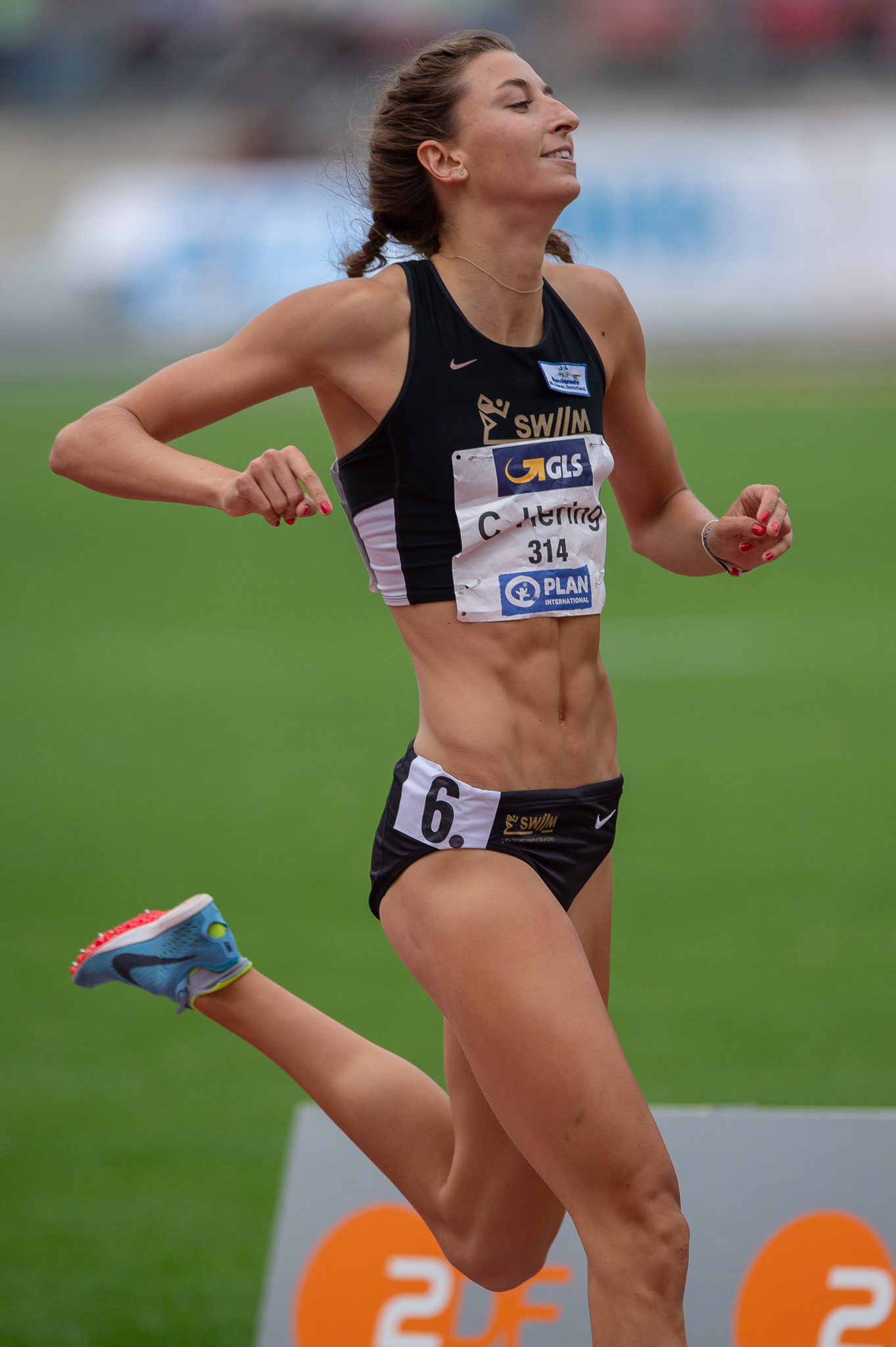
Christina Hering – Rang acht

### Halbfinallauf 2

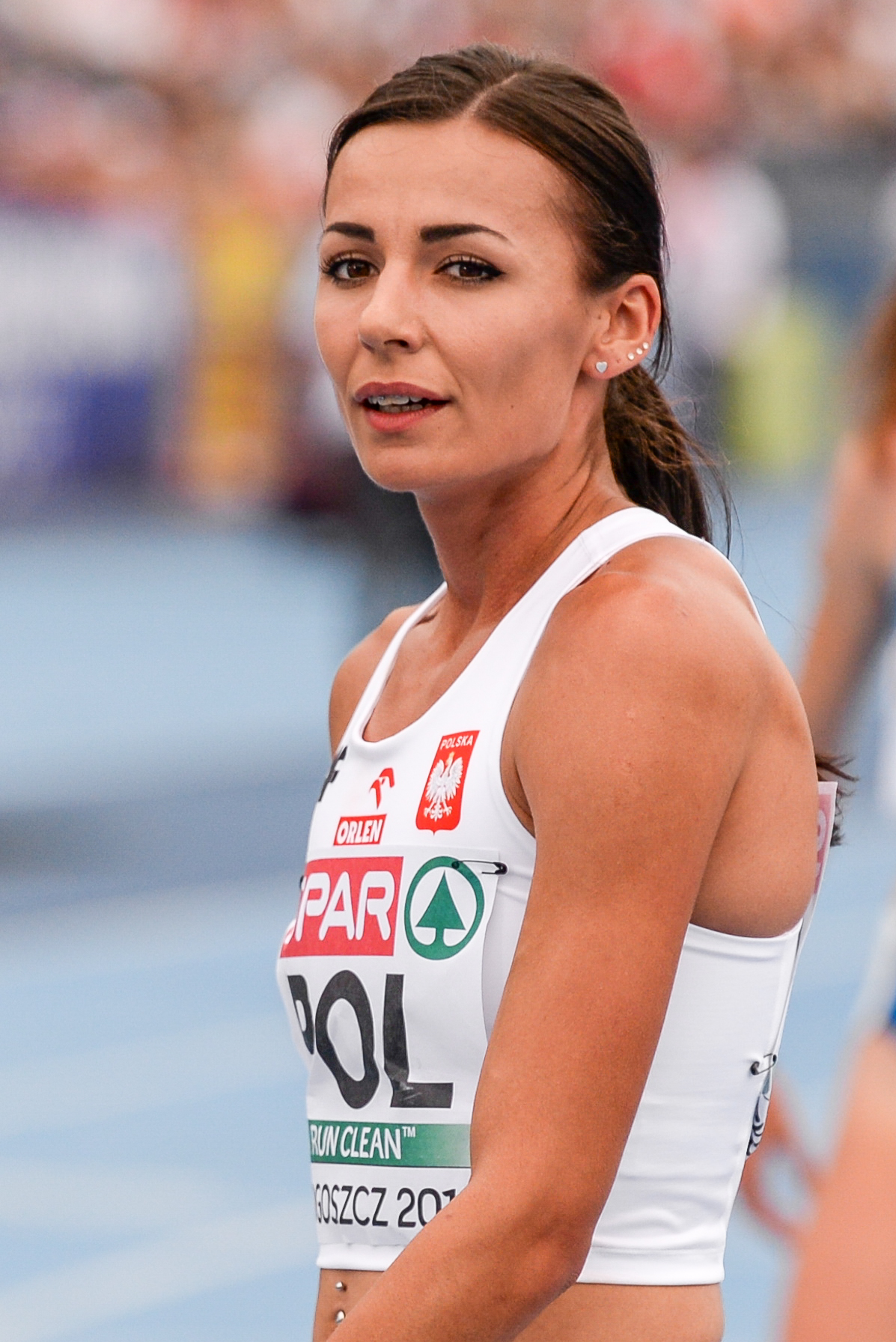
Anna Wielgosz – frühere Anna Sabat – ausgeschieden als Fünfte des zweiten Halbfinals
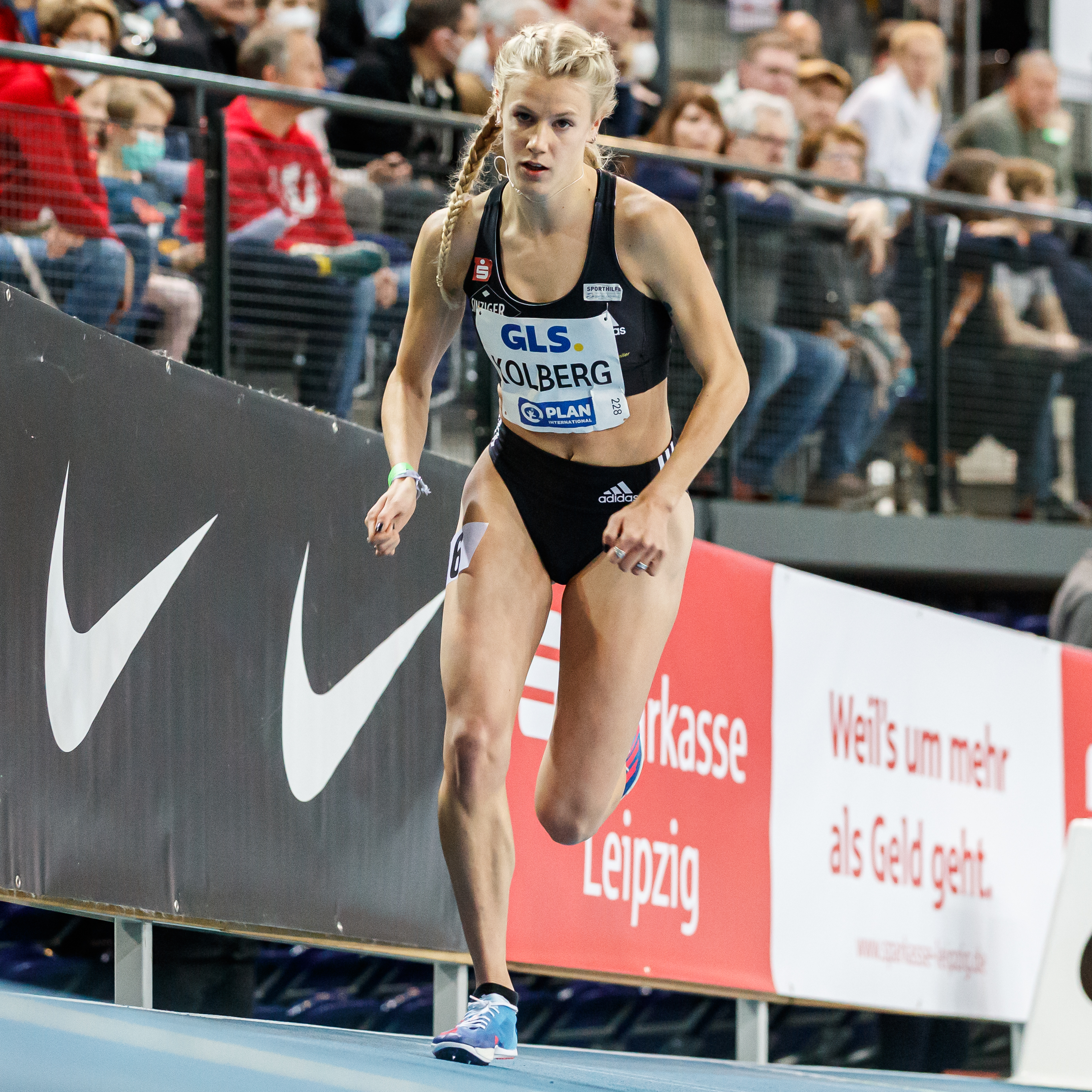
Majtie Kolberg – ausgeschieden als Sechste des zweiten Halbfinals
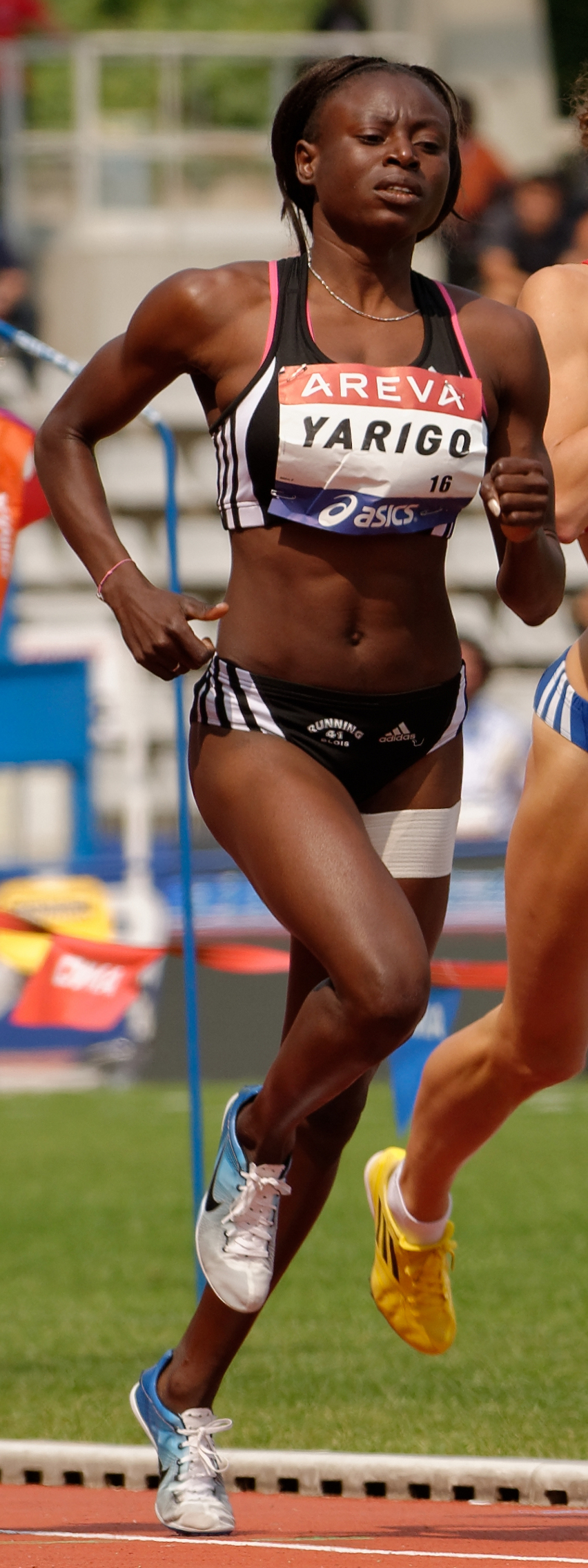
Noélie Yarigo – ausgeschieden als Siebte des zweiten Halbfinals

22. Juli 2022, 18:45 Uhr Ortszeit (23. Juli 2022, 3:45 Uhr MESZ)
| Platz | Name             | Nation         | Zeit (min) |
| ----- | ---------------- | -------------- | ---------- |
| 1     | Keely Hodgkinson | Großbritannien | 1:58,51    |
| 2     | Natoya Goule     | Jamaika        | 1:58,73    |
| 3     | Raevyn Rogers    | USA            | 1:58,77    |
| 4     | Freweyni Hailu   | Äthiopien      | 2:00,11    |
| 5     | Anna Wielgosz    | Polen          | 2:00,51    |
| 6     | Majtie Kolberg   | Deutschland    | 2:01,36    |
| 7     | Noélie Yarigo    | Benin          | 2:01,52    |
| 8     | Ellie Baker      | Großbritannien | 2:01,77    |
| 9     | Catriona Bisset  | Australien     | 2:05,20    |

### Halbfinallauf 3

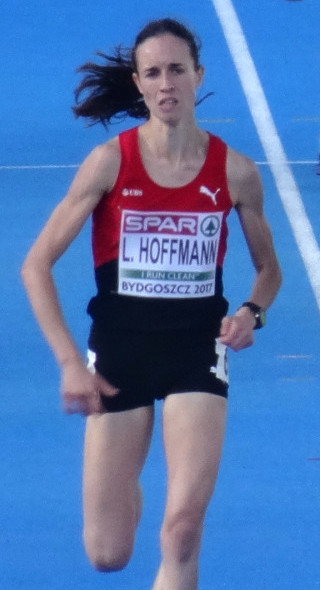
Lore Hoffmann – ausgeschieden als Vierte des dritten Halbfinals
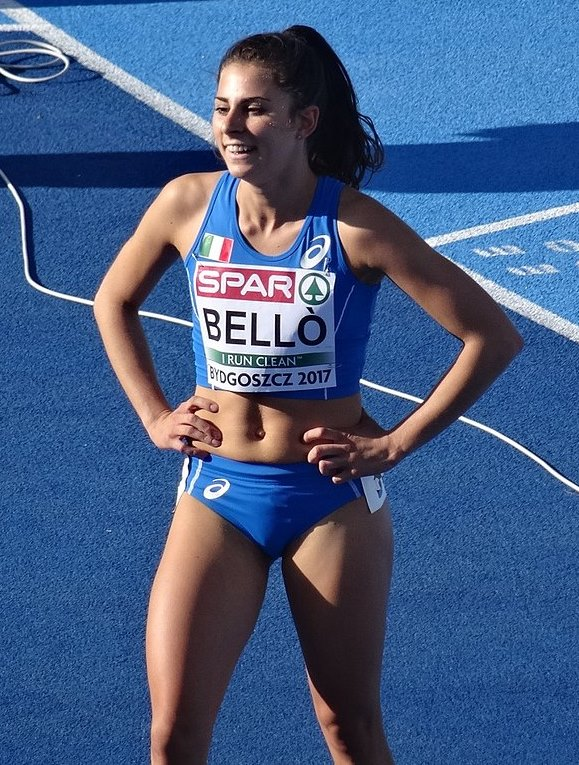
Elena Bellò – ausgeschieden als Sechste des dritten Halbfinals
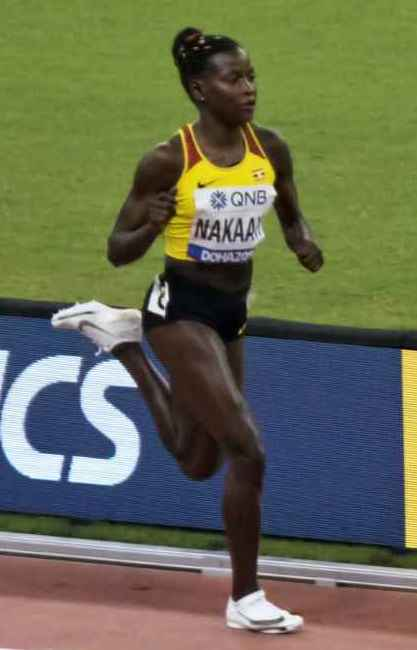
Halimah Nakaayi – ausgeschieden als Achte des dritten Halbfinals

22. Juli 2022, 18:55 Uhr Ortszeit (23. Juli 2022, 3:55 Uhr MESZ)
| Platz | Name               | Nation         | Zeit (min) |
| ----- | ------------------ | -------------- | ---------- |
| 1     | Athing Mu          | USA            | 1:58,12    |
| 2     | Diribe Welteji     | Äthiopien      | 1:58,16    |
| 3     | Anita Horvat       | Slowenien      | 1:59,60    |
| 4     | Lore Hoffmann      | Schweiz        | 1:59,88    |
| 5     | Prudence Sekgodiso | Südafrika      | 2:00,01    |
| 6     | Elena Bellò        | Italien        | 2:00,34    |
| 7     | Alexandra Bell     | Großbritannien | 2:00,82    |
| 8     | Halimah Nakaayi    | Uganda         | 2:01,05    |
| 9     | Naomi Korir        | Kenia          | 2:03,08    |

## Finale

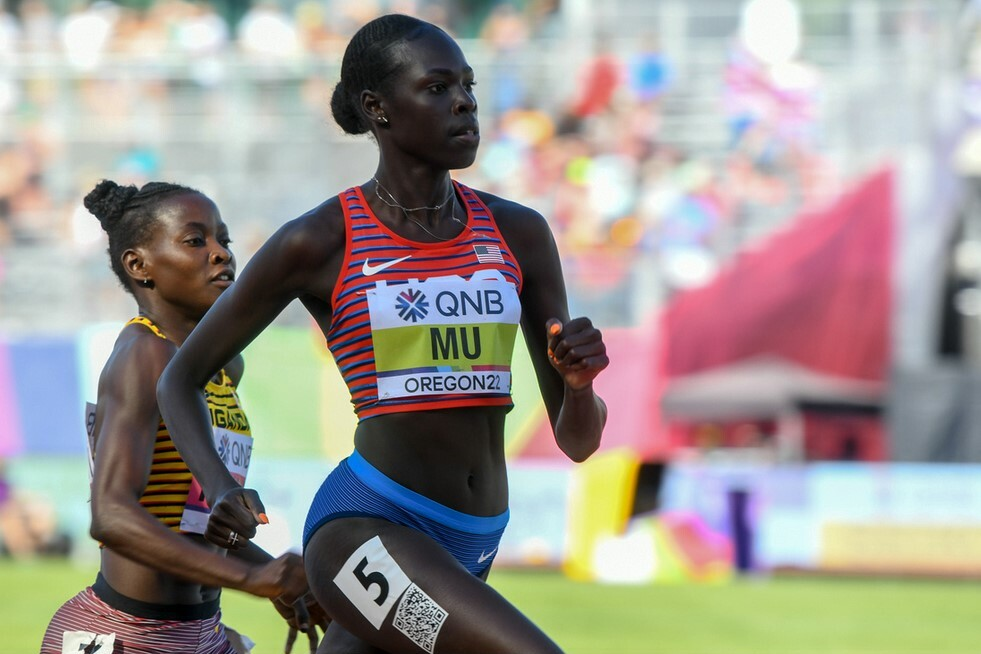
Wie bei den Olympischen Spielen
im Jahr zuvor gewann Athing Mu Gold

24. Juli 2022, 18:35 Uhr Ortszeit (25. Juli 2022, 3:35 Uhr MESZ)
| Platz | Name             | Nation         | Zeit (min) |
| ----- | ---------------- | -------------- | ---------- |
| 1     | Athing Mu        | USA            | 1:56,30 WL |
| 2     | Keely Hodgkinson | Großbritannien | 1:56,38    |
| 3     | Mary Moraa       | Kenia          | 1:56,71    |
| 4     | Diribe Welteji   | Äthiopien      | 1:57,02    |
| 5     | Natoya Goule     | Jamaika        | 1:57,90    |
| 6     | Raevyn Rogers    | USA            | 1:58,26    |
| 7     | Anita Horvat     | Slowenien      | 1:59,83    |
| 8     | Ajeé Wilson      | USA            | 2:00,19    |

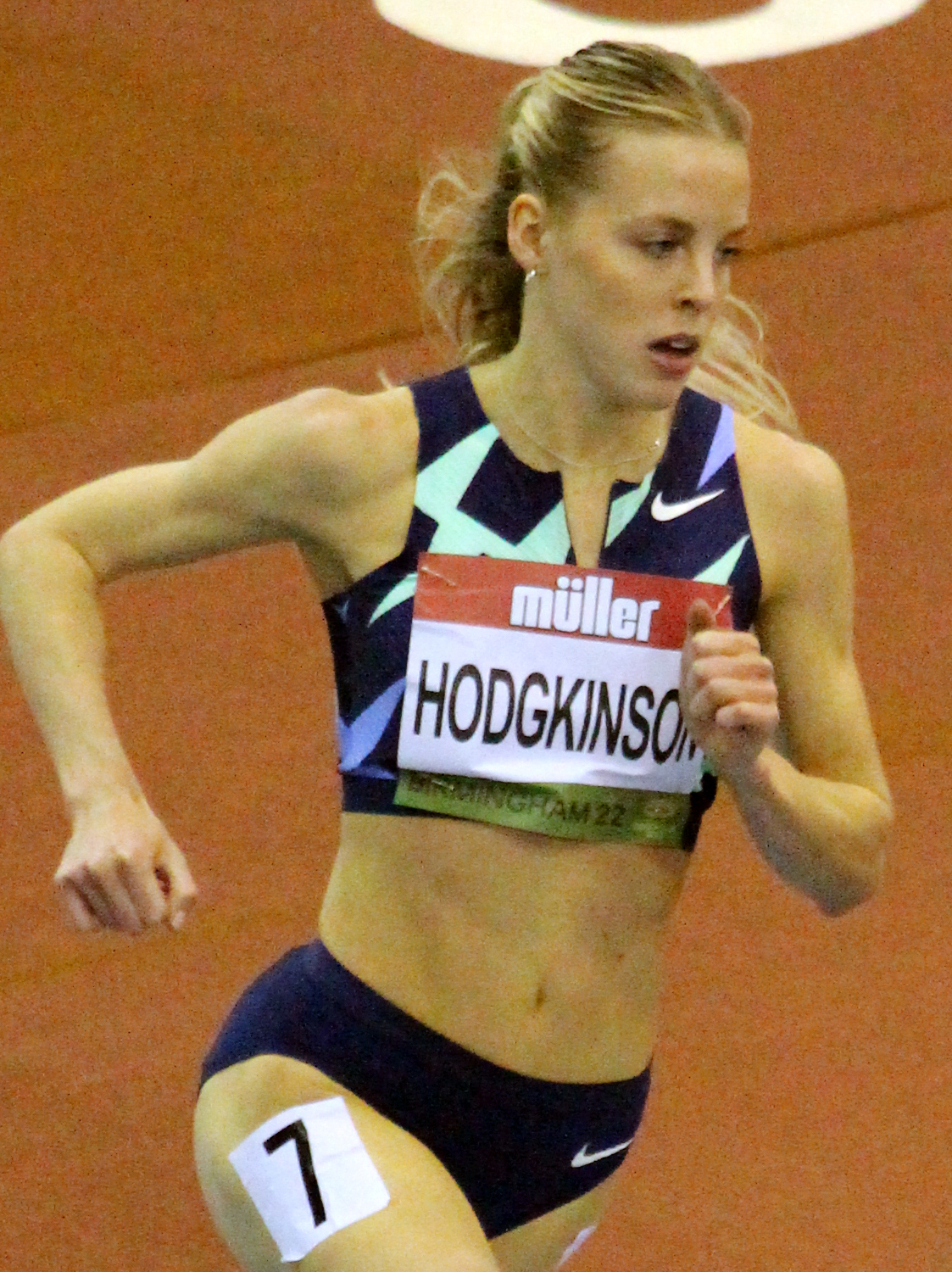
Keely Hodgkinson – auch Silber ging an dieselbe Athletin wie bei den Spielen 2021
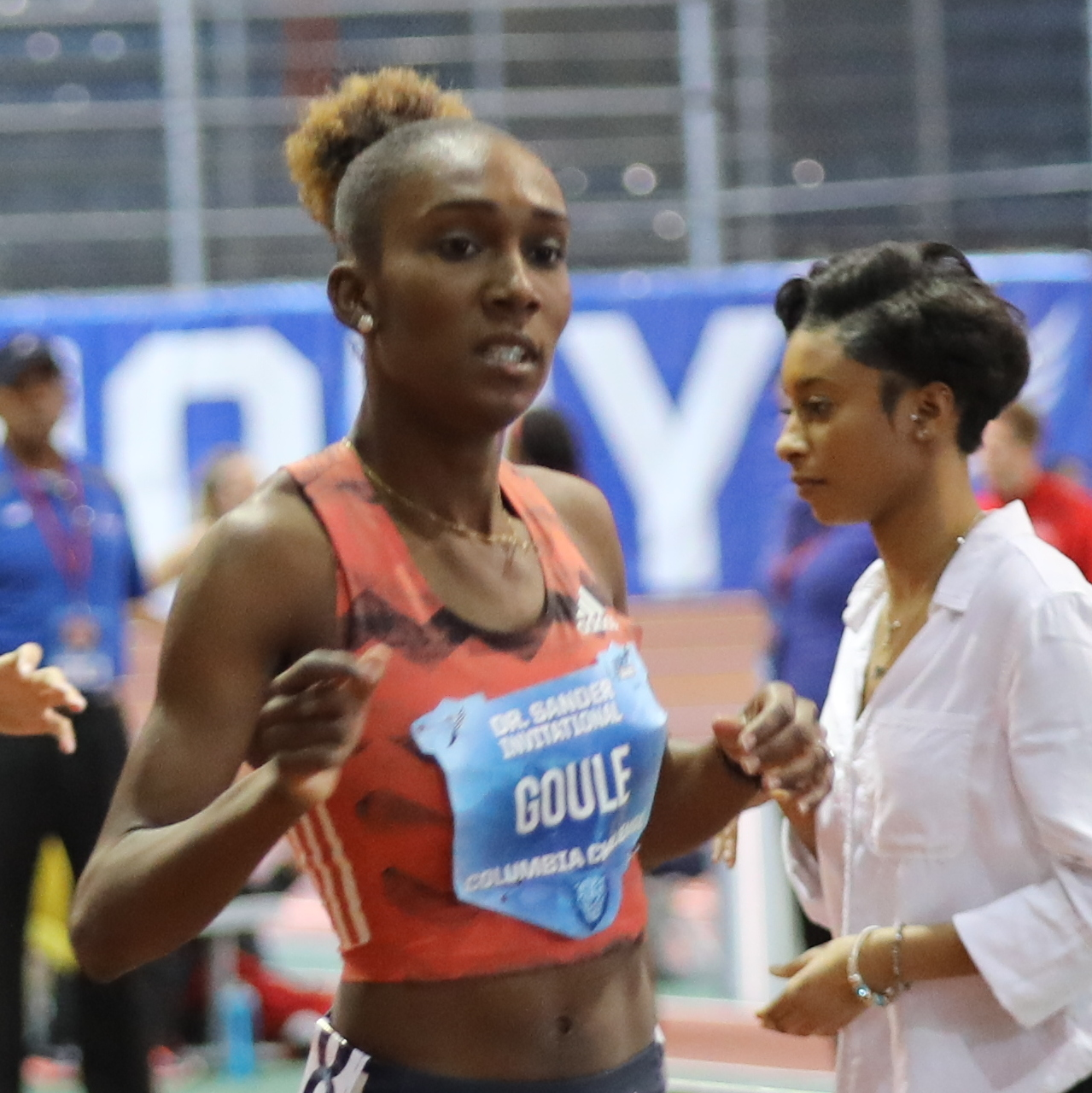
Natoya Goule kam auf den fünften Platz

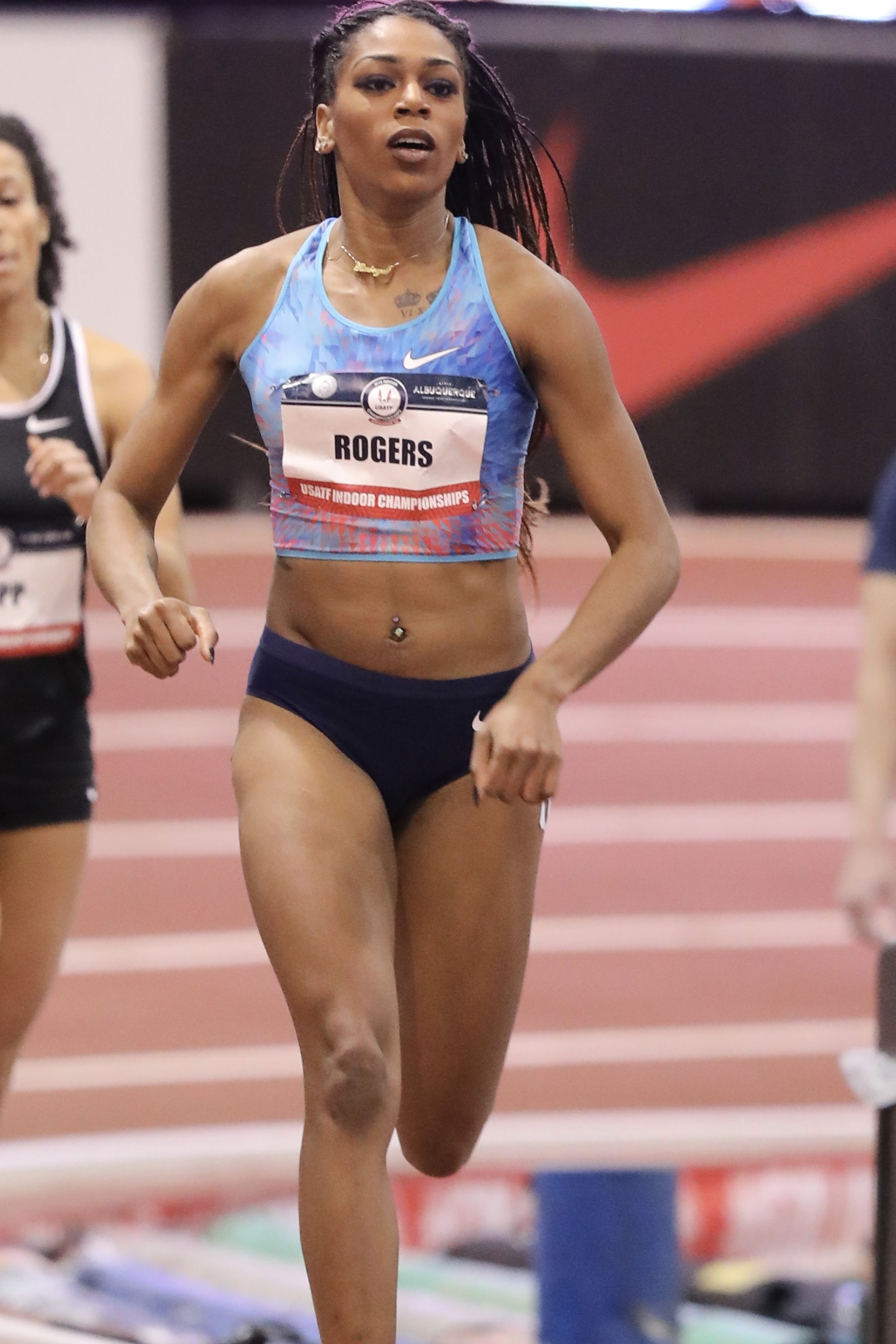
Die sechstplatzierte Raevyn Rogers
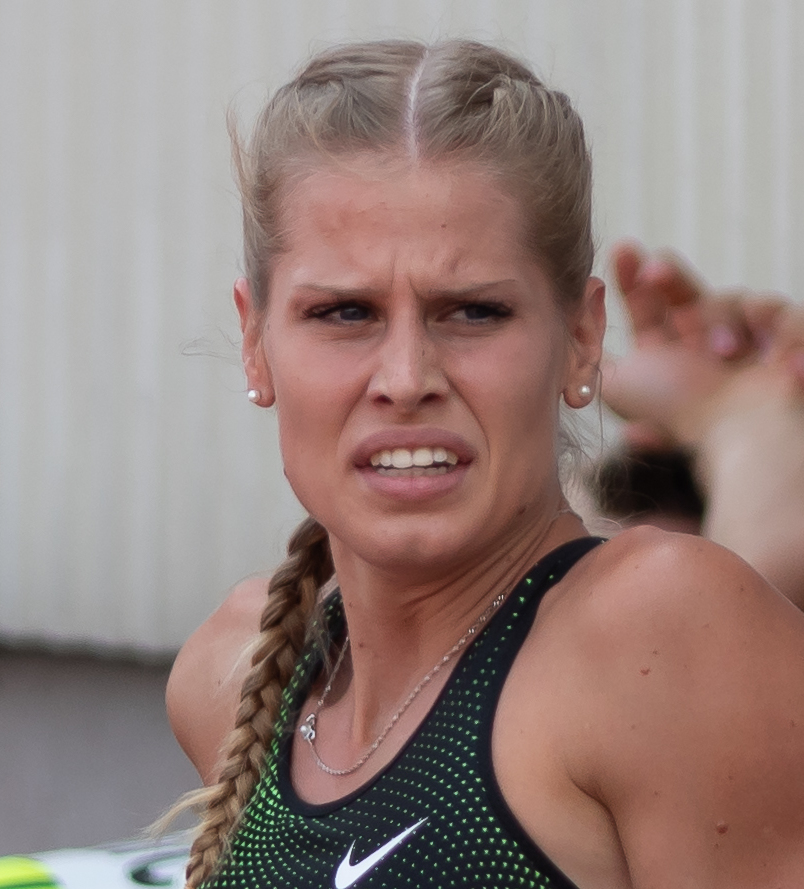
Anita Horvat belegte Rang sieben
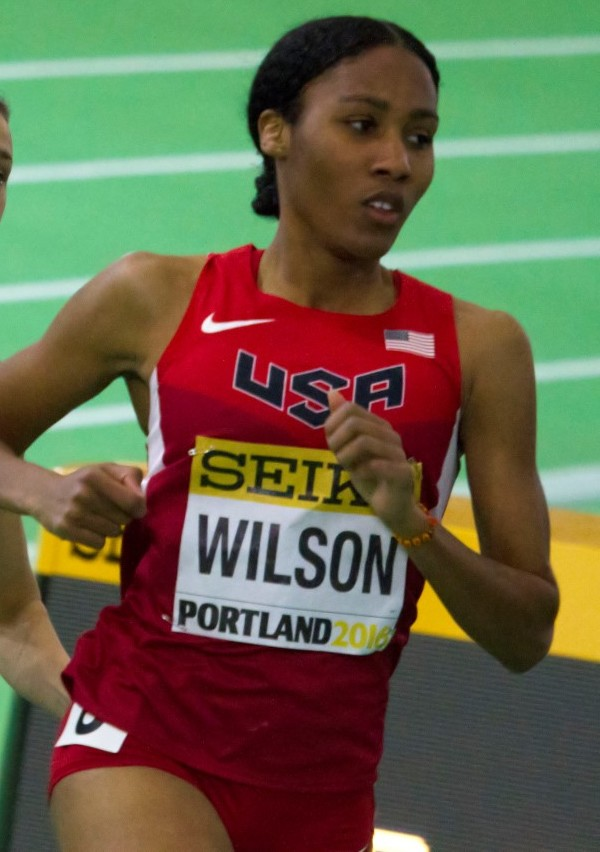
Ajeé Wilson erreichte Platz acht

## Video
- Athing Mu VS. Keely Hodgkinson - Incredible 800 Meter Battle At 2022 World Championships, youtube.com, abgerufen am 18. August 2022